# Archer Martin
Archer John Porter Martin GBE (ur. 1 marca 1910 w Londynie, zm. 28 lipca 2002 w Llangarron) – angielski chemik, laureat Nagrody Nobla.

## Życiorys
Ojciec Martina był lekarzem rodzinnym. Archer Martin w latach 1921–1929 uczęszczał do szkoły w Bedford, a następnie podjął studia na Uniwersytecie Cambridge. Planował zająć się inżynierią chemiczną, jednak pod wpływem swojego wykładowcy, Johna  Haldanea'a zainteresował się biochemią.
Po ukończeniu studiów w 1932 roku początkowo pracował w laboratorium zajmującym się chemią fizyczną, po roku dostał się na staż w Dunn Nutritional Laboratory, zajmującym się dietetyką. Zajmował się skutkami długotrwałego niedoboru witaminy E i B2. Do izolowania witamin stosował wówczas techniki ekstrakcyjne oraz chromatograficzne.
W 1938 r. przeniósł się do ośrodka prowadzącego badania na rzecz przemysłu tekstylnego (Wool Industries Research Association) w Leeds. Tam współpracował m.in. z Richardem Synge'em nad spilśnianiem wełny oraz analizą aminokwasów.
W 1943 poślubił Judith Bagenal, mieli czworo dzieci (syna i trzy córki).
W 1952 otrzymał, wraz z Synge'em, nagrodę Nobla w dziedzinie chemii za wkład w rozwój chromatografii.